# 假滴孔菌属
假滴孔菌属（学名：Pseudopiptoporus）是多孔菌科下的一个属。

## 下属物种
本属包括以下物种：
- 巧克力假滴孔菌 Pseudopiptoporus chocolatus (Lloyd) Decock & Ryvarden
- Pseudopiptoporus devians (Bres.) Ryvarden